# キャンプ (ゲーム)
コンピュータゲームにおいてキャンプ(camping)はプレイヤーが戦略的に有利な静的なポジションを獲得するという物議を醸している嫌悪される戦術を指す。この行動は、ゲームの種類(オンラインテキストアドベンチャー、グラフィカルMMO、ファーストパーソン・シューティング(FPS)ゲームなど)に応じてさまざまな形で現れるが、いずれにおいてもゲームのある場所で待機している1人のプレイヤー（またはゲームの他の複数のプレイヤー）が彼らが利用することができる何かを行い、多くの場合それを繰返すことは共通している。キャンプすることで、プレイヤーは自分がプレイしている限られた環境を学び、適応することができ、特定の地点が繰り返し調べられることに気づく。ほとんど誤りなくこの方法に従うことによって、死亡数をより少なくすることができる。 
キャンプは希望の報酬を獲得するために通常必要とされる努力の大半を回避するための手法としてしばしば見られることから論争の的となっている。多くのプレイヤーの間でキャンプは特にデスマッチタイプのFPSゲームにおいて不正行為と酷似すると考えられている。その最も一般的な理由は、もし「全ての」プレイヤーがキャンプした場合プレイヤー同士が争う機会がなくなる可能性があることでまったくゲームが成立しなくなるためである。 
複数のプレイヤーが互いに支え合うポジションでキャンプをすることは、一部のゲームタイプではタートル(turtle、亀)と呼ばれる。 

## ファーストパーソン・シューティングゲームでのキャンプ
キャンプはしばしば遮蔽物を保持しながらチョークポイントまたは戦術的に利益のあるポジション上の明確な視界をキャンパーに提供する。 この戦術により、一人のプレイヤーがエリア内にいる自身の存在のサインを知られることなく視界に入った相手を簡単に狙い撃つことができる。それはその必要な静的性質と徹底的なカバーによって戦略的なポジションを保持することと異なる。熟練したプレイヤーは1〜3キルの後に報復を防ぐためにブービートラップを残して移動する「セミモバイルキャンパー/スナイパー」のこともある。 
それはゲームにかなりの時間を費やす人達(マップのレイアウトと最良の防御ポジションを知ることができる)に利益をもたらすので彼らの正確なエイムと併せて特に新規プレイヤーにとってはしばしばイライラすることを証明している。 
制限時間とキル数制限の両方を持つほとんどのデスマッチタイプのゲームでは、キル制限ではなく制限時間を利用するためにキャンプを用いることができる。キャプチャー・ザ・フラッグとそのバリアントは相手チームのプレイヤーを殺害することで得られる得点よりフラッグ(旗)の得点の方がより重要であるためリスクにかかわらず敵の陣地に侵攻する動機を与える。逆にこのモードでは想定される敵の攻撃から脆弱な味方のフラッグを防衛するためにプレイヤーがキャンプすることが推奨される。しかし、そのようなゲームでもフラッグを獲得して逃げ帰ろうとする他のチームメンバーへの援護射撃のために一部のプレイヤーはキャンプする可能性もある。 
FPSゲームで最も一般的なのはプレイヤーが1つの場所に隠れることであり、これは相手のプレイヤーよりも長期間戦術的に有利になる。選んだポジションは通常、さりげない視界からは隔離されており、少なくとも片側が何らかの物体によって部分的に固定されている可能性がある。 その場所は待ち伏せを行うために使用される。キャンプをするプレーヤーが特定の場所で過ごす時間は、プレイヤーがゲームの状況に反応するにつれて変わる場合がある。 一部のゲームにはしばらくの間立ち止まって動かないプレイヤーを移動させるために苦しめる、つまり断続的な少量のダメージなどの過酷なペナルティをキャンパーと思しきプレイヤーに与えることでキャンプを妨げるシステムもある(無視すると最終的にプレイヤーを殺して他の場所にリスポーンさせる)。 
『Blacklight：Retribution』のような一部のゲームでは、プレイヤーはキャンプと戦う手段が与えられる。Blacklight：Retributionのプレイヤーは全員「超現実バイザー」(HRV) として知られるものを所持しており、HRVは特にプレイヤーを壁越しにでも視認することを可能にしている。 HRVの使用は制限されておりプレーヤーはHRVが動作している時は武器を使用できない。この機能により、プレイヤーはキャンパーと思しきプレイヤーの位置を知ることができ、より迅速なゲームプレイを可能にする。ただし、HRVでの強調表示を無効にする地雷など装備可能な特定のアイテムによってHRVに対処する事ができる。 

## スポーンキャンプ
スポーンキャンプは、マップ上のスポーン地点をキャンプまたは守ることを含む。通常はルールに明白に反するわけではないが、スポーンキャンプはスポーツマンシップに反すると見なされることが多く、一部のサーバーでは「スポーンキャンプ禁止」ルールが正式に施行されている。しかしながら、場合によっては避けられないことがあり、プレイヤーはただスポーンキャンパーから生き残るために彼らの戦略を適応させなければならない。しかし、キャプチャー・ザ・フラッグゲームの間に起こるかもしれないように、支援のために重要な目的を運んでいるあるプレイヤーを彼らのスポーン地点へと追い込むなどの例外もある。 
一部のゲームは新しくスポーンしたプレイヤーを一時的に無敵にしたりスポーン地点付近の「安全な場所」に彼らをリスポーンさせたりするスポーン保護システムを搭載している。ゲームで採用されているもう1つのメカニズムは「ポイントスポーン」で、プレイヤーを特定の場所ではなくチームメイトの近くにスポーンさせる。 
いくつかの客観的なゲームは、反スポーンキャンプを助けるために、例えば自動タレットまたは「ゴッドモードNPC」によって守られた固定のスポーンを用いる。 時にはプレイヤーはそこで走っているプレイヤーを殺すためにスポーンポイントでキャンプする、これは「スポーンキリング」として知られており、特に新参や経験の浅いプレイヤーに対して行われる。これを行うプレイヤーは、彼らを殺したプレイヤーのターゲットになる可能性がある。 

### スポーントラップ
スポーントラップとは、敵のスポーン地点付近の有利な位置にキャンプし、敵がスポーン地点を離れるかスポーン保護が切れたらすぐに殺す行為を指す。ベーストラップもこの行為を説明するために使用することができる。 

## ベースキャンプ
ベースキャンプ(base camping)という用語は「キャプチャー・ザ・フラッグ」や「チームデスマッチ」、その他の種類のゲームにおける自チームのスポーン地点または開始場所で防御的な「亀」の形で行うキャンプを指す。味方の基地の外側に座り、相手チームのメンバーを待つことになる。 特に大規模なグループによって行われる場合は、マップの重要な領域を隠したり防衛したりすると、敵の攻撃を簡単に乗り切ることができるが、時に批判されることもある。ベースキャンプの一般的な受け入れは、主にマップ、プレイされるゲームの種類、およびサーバーの所有者によって設定されたルールによって異なる。 1つのチームがその基地を防衛するゲームは、スポーンキャンプを自然に奨励する。両チームの主な目的が敵プレイヤーを殺すことである状況ではベースキャンプはあまり受け入れられない。ベースキャンプはスポーンキャンプとも呼ばれるが、スポーンキャンプは通常相手のスポーン地点でのキャンプを意味する。しかし、稀にキャンパーが危険にさらされる状況(例えば、キャンパーが事前に気づいていたにもかかわらずチームメイトや敵が彼らのキャンプスポットを確保した)では、キャンパーはおそらく殺害及び/または他のプレイヤーのチームキルを意図して進んで自殺する。 
キャンプが頻繁に使用されるラストマン・スタンディングタイプのゲームにおける１つの状況は、一方のチームが１人のプレイヤーだけが生き残り他方のチームはまだ２人以上のプレイヤーが生存している場合である。1人のプレイヤーは、数で上回る敵チームと対峙する際に生存可能性を向上させられるため防御するのが簡単な場所または進入方法が一つしかない場所でプレイ中にキャンプすることが多い。もう一方のチームはその１人がマップ上のどこかに隠れていると想定し通常アクティブなハントモードに移行する。このタイプのキャンプは数で劣るプレーヤーがキャンプするのに正当な理由があるためにゲーマーにより受け入れられている。慣例では、両方のチームが１人のプレイヤーのみになっている場合、キャンプを続けることは良しとされず両方のプレイヤーが出てきて互いに戦うことが期待される。これを促進するためにバトルフィールドシリーズなどのいくつかのゲームでは、死亡したプレイヤーが話したりマップ上の生き残っているプレイヤーの位置を見たりすることができるためチームが１人にまで減少しそのプレイヤーがキャンプするとき、チームメンバーはそのプレイヤーの位置を相手チームに明らかにできる。 
バトルロイヤルゲームでは少なくともプレイヤーが通常は試合の間中1つのエリアにとどまることができないという意味でキャンプを抑止する。そのようなゲームはマップを覆うドーナツ型の危険エリアを用いており、プレイヤーを移動させ他の対戦相手との交戦を余儀なくさせるために安全なプレイエリアの境界を定める空間は時間と共に縮小していく。 安全地帯が縮小するときにより安全なエリアに移動しないプレイヤーは危険にさらされ、 継続的なダメージを受ける。また、時間内に危険エリアから脱出できなかった場合は死亡する可能性がある。プレイヤーは他のプレイヤーを長生きさせ互いに潰し合わせるために安全地帯が縮小するたびに場所を変更して複数回キャンプすることをできるが、最終的には生き残った最後の相手と戦って勝利する必要がある。 

### その他
FPSゲームでは「自動車キャンプ」「装甲キャンプ」「武器キャンプ」などの他のタイプのキャンプを経験することがある。 そのような多くのゲームでは、特に貴重な装備品（戦車、航空機、または特に強力な銃など）の希少性は、そのようなアイテムの取得または使用時間と他のプレイヤーが使うために再び出現する時間との間に時間差を課すゲームエンジンによって決定される。キャンパーは、他のプレイヤーではなく彼らが利用することを保証するためにそのようなアイテムが出現する予定の場所で待つ。これは、彼らが待っている間残りのゲームには参加していないため、他のプレイヤーが戦う相手を見つけるのが難しくなり、『バトルフィールド』のようなチーム制のゲームでは自分達のチームが不利になるため問題となる。また、同じチームのプレイヤー間で対立を引き起こす可能性がある。 例えば、2人のプレイヤーが車両が出現するのを待っている場合、1人は少なくともメインの「運転席」を逃すことになるが、そのプレイヤーは他のプレイヤーが車両を使うのを拒む、つまりプレイヤーを車両から排除するために武器でプレイヤーをチームキルするか車両を破壊する可能性がある。一例として、バトルフィールド2の戦闘機とヘリコプターのコックピットは50口径のスナイパーライフルを使えば貫けるためそれらで撃たれるとチームキルとなる。これはグリーフィング(嫌がらせ)の一形態である。 
一方、プレイヤーは通常自身のものより良い車両の装甲やその武器を活用して車両でのキャンプをすることを選ぶかもしれない。多くの場合、車両には大量あるいは無限の弾薬が搭載されているためキャンパーは自分の弾薬を使うことを避けつつ相手チームのメンバーを殺すことができる。 

### 対策
キャンプは、プレイヤーに特に経験の浅いプレーヤーに対して戦術的な優位性を与えることができるが、彼らが一貫して1つの場所に留まる場合、彼らは脆弱なままにされる。FPSゲームのほとんどはリスポーンシステムを利用しているので、キャンパーの犠牲になったプレイヤーは視覚またはゲーム内レーダーでキャンプ場所を探し、キャンプをしているプレイヤーを殺すための適切な行動を取る機会がある。これは一般に、戦術的な利点をもはや与えないような異なる角度からキャンププレーヤーに近づくことによって、またはキャンププレーヤーの視界外から使える手榴弾などのより間接的な武器を使用することによって行われる。 プレイヤーはキャンププレイヤーの位置に関する彼らの知識を活用し、キャンププレーヤーを排除するために不意打ちと通常の武器の要素を利用して迅速かつ正確な攻撃を実行することもできる。 
このタイプのゲームプレイは、両方のチームが準備された防御ポジションを設定または破壊しようとするため、攻撃/防御の試合の中核的要素の1つと見なされることがある。 しかしながら、これらのマップは通常、キャンプ行動を消極的に奨励または妨げるための時間または「犠牲者」制限の下にあり、デザイナーは基本的に難攻不落のキャンプスポットの作成を防ぐためにマップの設計に細心の注意を払わなければならない。 

## オンラインロールプレイングゲーム
大規模多人数参加型オンラインロールプレイングゲーム(MMORPG)やMUDでは、キャンピングは一般的であり、キャンパーはノンプレイヤーキャラクターやモンスターがスポーンする場所または望ましいアイテムがゲーム世界に登場する場所の付近にとどまる。 いくつかのゲームでは、これらのポジションは簡単に見つけることができ、プレイヤーまたはプレイヤーのグループが彼らのキャンプを確立することができるならば、彼らのプレーヤーキャラクターが低リスクでより多くの報酬を得ることができる。一般的に一部のゲームにおけるその方法での敵のキャンプは容認されており、そして慣習的にこのバージョンのキャンプはFPSゲームの場合と異なり他のプレイヤーに危険をもたらさないので尊重される。プレイヤーにキャンプの独占権を与えるという公式ルールはない。 
MMORPG『EverQuest』の最初のリリース時にはレベルを上げるために多くの時間をかけてNPCを倒すことが必要でありほとんどの人にとって苦痛なほどゲームの進行が遅くなっていた。 その結果、プレイヤー達は一つの地点でキャンプをし、「引き手」と呼ばれる１人のプレイヤーがグループを離れてモブをグループに「引き戻す」ことが経験値を得るための最も効率的な方法であることにすぐに気付いた。実際、キャンプはEverQuestで大流行し、ゲームのプレイヤー層や評論家の一部は冗談でこのゲームを「EverCamp」と呼んでいた。 

## ストラテジーゲーム
キャンプはリアルタイムおよびターン制ステラテジーゲームにも適用できる。 それはタートル(亀)とも呼ばれラッシュの反対である。攻撃する代わりに、プレイヤーはほとんどまたはすべての努力を強化する防御的で重要なポジションの要塞化に費やす。 これらのポジションに対する攻撃の試みは通常失敗する。防御に加えられたどんなダメージでも他のプレイヤーが再び攻撃することができる前にしばしば修復されるか、または再建される。明白に不利な点は、亀プレイヤーがしばしば効果的な攻撃力に投資するためのリソースを持たないことであり、そのため彼らはラッシャーほど機動的ではない。FPSゲームの場合と同様に、これはどちら側も勝利を勝ち取ることができない状態でしばしば起こる膠着状態のせいで失礼なやり方として軽蔑されている。 
キャンプを防ぐためのもう1つの一般的なゲームメカニズムは、マップのあらゆる部分に防御不可の強力な攻撃を放てるスーパーウェポンの存在である。これには通常、スーパーウェポン構造物の構築が必要であることから、キャンパーはその構造物を探して破壊することを余儀なくされる。多くのゲームでは防御構造よりも長い射程を持つ砲兵ユニットが存在するのでキャンパーはその脅威に対処することも強いられる。キャンパーが彼ら自身のこれらと同じユニットと構造物を作る(そして強固に守る)ことができるが逆説的に大量のスーパーウェポンを作るのに必要な資源の投資は、実際には亀プレイヤーをスーパーウェポンにより脆弱にするという諸刃の剣となる。 
タートルは、特に無数の対戦相手との試合では必ずしも無駄とはならない。亀プレイヤーはゲームの中盤から終盤まで攻撃を開始する可能性はあまりなく、通常は技術ツリーを進め、(A)基本的に無敵にするための強力な防備などを持つか、(B)または最終的に攻撃するための最高級の部隊の軍を保有することに重点をおいている。亀を攻撃する攻撃的なプレイヤーは、ほとんどの場合、報復する可能性が高いプレイヤーに対してよりよく使用されるリソースとユニットを使用するため、より大きな脅威となる。 このような敵対的な環境では、カメは実行可能な戦略になり得る。他のプレイヤー同士が戦っている間、研究が妨げられず限定的な成長を遂げられる可能性があり、亀プレイヤーは最終的に弱体化した敵を支配するようになる。 しかし、あらゆる形態のカメと同様に、この戦略には難色が示される傾向がある。 

## 関連
- ゲームのエチケット（英語版）
- コンピュータゲーム用語集（英語版）
- ダイアリー・オブ・ア・キャンパー（英語版）